# Saint-Chamond
Saint-Chamond je severovzhodno predmestje Saint-Étienna in občina v jugovzhodnem francoskem departmaju Loire regije Rona - Alpe. Leta 2010 je naselje imelo 35.793 prebivalcev.

## Geografija
Kraj leži v pokrajini Forez ob reki Gier, 12 km severovzhodno od središča Saint-Étienna; je njegovo največje predmestje.

## Uprava
Saint-Chamond je sedež dveh kantonov:
- Kanton Saint-Chamond-Jug (del občine Saint-Chamond, občina La Valla-en-Gier: 19.450 prebivalcev),
- Kanton-Saint-Chamond-Sever (del občine Saint-Chamond: 16.978 prebivalcev).

Oba kantona sta sestavna dela okrožja Saint-Étienne.

## Zanimivosti
- cerkev sv. Petra iz 17. stoletja, francoski zgodovinski spomenik od leta 1979,
- cerkev Notre-Dame de Saint-Chamond iz 19. stoletja.

## Promet
- železniška postaja Gare de Saint-Chamond ob progi Moret-Veneux-les-Sablons - Lyon-Perrache;
- letališče Saint-Chamond - L'Horme se nahaja na ozemlju sosednje občine L'Horme.

## Pobratena mesta
- Grevenbroich (Severno Porenje - Vestfalija, Nemčija),
- San Adrián del Besós (Katalonija, Španija).